# ستایشگری

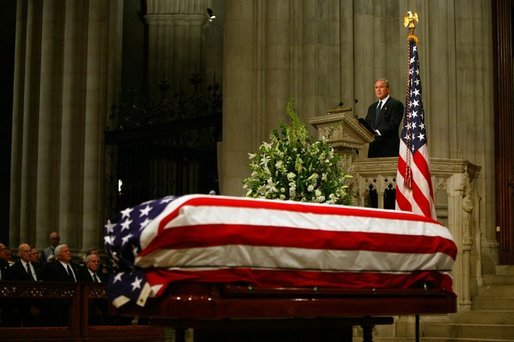
جرج دابلیو. بوش ستایش را در مراسم خاک‌سپاری رسمی رونالد ریگان ادا می‌کند؛ ژوئن ۲۰۰۴

ستایشگری یا ادای احترام یا هوگویی (Eulogy) (از εὐλογία، eulogia، یونانی کلاسیک، پیشوند eu برای "خوش"، "خوب" یا "راستین" در اوستایی "هو"، و پسوند logia برای "گفتن"، "واژه‌ها" یا "بافه"، باهم‌دیگر برای "ستایش") سخنرانی یا نوشتاری در ستایش کسی یا کسانی یا چیزهایی است، به‌ویژه یکی که به‌تازگی مرده یا بازنشسته شده یا به عنوان یک اصطلاح ابراز علاقه.
ستایشگری معمولاً توسط یک هموند خانواده یا یک دوست خانوادگی نزدیک در مورد کسی که مرده ادا می‌شود. برای ستایش از یک فرد زنده که در مواردی مانند بازنشستگی داده می‌شود، یک همکار ارشد شاید بتواند آن را ادا کند.